# Кореті
Кореті (груз. ქორეთი) — село в Грузії.
За даними перепису населення 2014 року в селі проживає 1348 осіб.